# Решето (Маса-Карара)
Решето је насеље у Италији у округу Маса-Карара, региону Тоскана.
Према процени из 2011. у насељу је живело 106 становника. Насеље се налази на надморској висини од 505 м.